# Couche basale
La couche basale ou assise basale est la première assise de cellules reposant sur la lame basale d'un épithélium pluristratifié. Elle est habituellement composée de cellules permettant le renouvellement de l’épithélium et parfois de plusieurs types cellulaires. Elle permet aussi la nutrition de l’épithélium en filtrant les molécules, conjointement avec la lame basale. Le stratum basale est l'assise basale de l'épithélium épidermique.